# Jan Kotěra
Jan Kotěra (18 décembre 1871, Brünn – 17 avril 1923, Prague) est un architecte austro-hongrois, l'une des figures majeures de la modernité en architecture en Bohême.

## Biographie

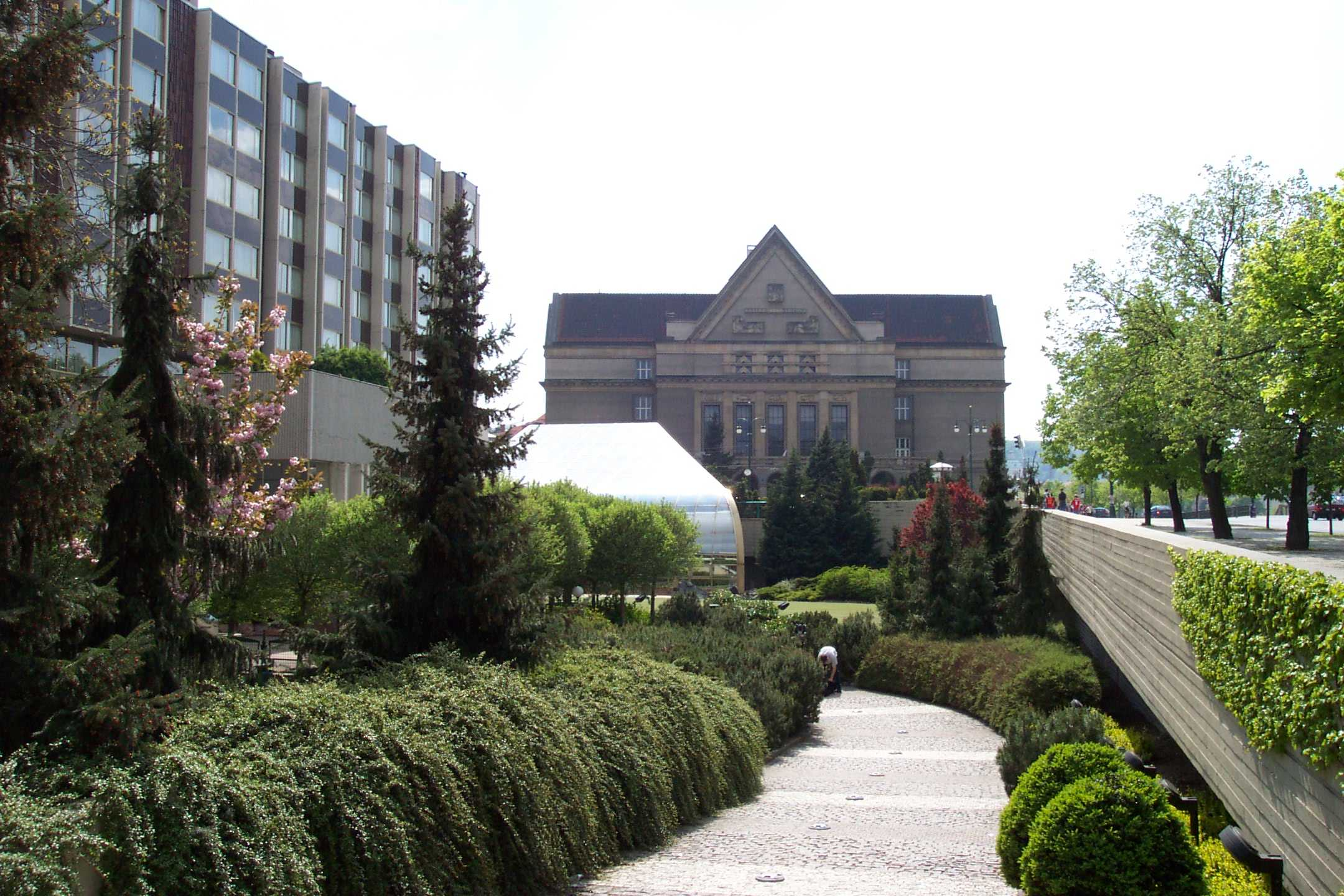
Faculté de droit, Prague

Il est tout d'abord l'élève d'Otto Wagner et l'influence de la Sécession viennoise est perceptible dans ses premières réalisations (1898-1905). Il est membre du Cercle artistique Mánes de 1898 à sa mort, en 1923.
En 1903, il voyage aux États-Unis, visite l'exposition universelle de Saint Louis (Missouri) et prend connaissance de l'œuvre de Frank Lloyd Wright. Au retour, il passe par l'Angleterre et la Hollande et découvre l'architecture de brique qu'il introduit, en parallèle avec le dynamisme de l'espace propre à Wright, en Bohême. Ainsi s'ouvre la période (1906-1912) la plus créatrice de sa carrière.
En tant qu'enseignant au sein de l'École des arts appliqués de Prague, il forme les architectes Otakar Novotný et Josef Gočár et les maîtres d'œuvre Fuchs, Krejcar et Benš aussi peut-on dire qu'il est le père de la modernité en Tchécoslovaquie.
Son œuvre touche à tous les aspects de la création : graphisme, urbanisme (pour Hradec Králové, entreprise poursuivie par Josef Gočár après-guerre), mobilier, verrerie, équipement industriel (tramways), architecture industrielle et d'habitation, peinture, etc.

## Œuvres
- Museum de la Bohême occidentale, Hradec Králové, (1908-1912)
- Maison Peterka, Prague (1899-1900)
- Villa de Tomáš Baťa, Zlín
- Conception de la faculté de droit de l'Université Charles de Prague (1924-1927)
- Immeuble, rue Politických věznů, Prague
- Château d'eau de Michle, Prague.